# Tonikum

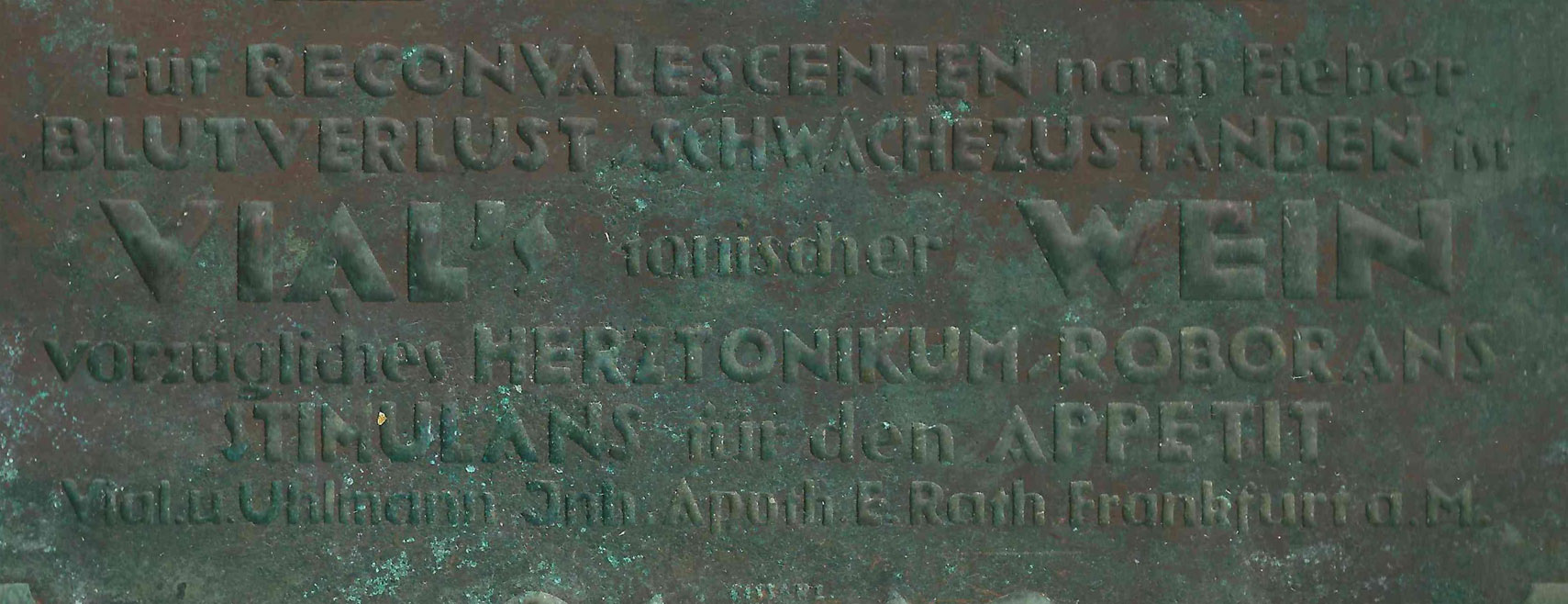
Historischer Werbetext für ein Tonikum:
„...nach Fieber, BLUTVERLUST, SCHWÄCHEZUSTÄNDEN ist […] tonischer Wein vorzügliches HERZTONIKUM, ROBORANS...“

Als Tonikum (neulateinisch aus griechisch tonikòs „gespannt“; Plural Tonika) werden tonisierende, kräftigende bzw. (ursprünglich Nerven und Fasern) stärkende Mittel (Stärkungsmittel) bezeichnet. Als Synonyme werden auch die Begriffe Roborans oder Roborantium (von lateinisch roborare „stärken“; Plural Roborantia) sowie Kräftigungsmittel verwendet. Bis Mitte des 18. Jahrhunderts wurde der Begriff Tonikum nur für äußerlich anzuwendende Mittel verwendet, Roborans für Mittel zum Einnehmen. In der Regel sind es Tinkturen, also alkoholische Auszüge aus einem oder mehreren pflanzlichen oder tierischen Stoffen. Ihre Wirkung ist gering oder nicht vorhanden. In der Mehrzahl der Fälle sind sie freiverkäuflich und generieren einen beträchtlichen Umsatz in Apotheken und Drogerien.

## Verwendung
Tonika sind Präparate für den innerlichen oder äußerlichen Gebrauch (Arzneimittel – also solche auch pharmazeutisch Tonica remedia genannt –, Nahrungsergänzungsmittel, Kosmetika), die den Körper bzw. bestimmte Organe kräftigen sollen. Sie dienen weniger der Heilung von Krankheiten als vielmehr der Vorbeugung mittels einer besonderen Versorgung mit für gesundheitsfördernd gehaltenen Substanzen wie Vitaminen, Mineralstoffen, Lecithin und anderen. Zu den bekanntesten Tonika gehören Lebertran und Ginseng, auch die Coca-Cola in ihrer ursprünglichen Rezeptur, oder das Präparat „Frauengold“. Auch Auszüge der Heilpflanze Gelber Enzian werden in Tonika eingesetzt.
Der Name Tonic Water für Limonade begründet sich aus der symptomlindernden Wirkung des enthaltenen Chinins bei Infektionskrankheiten wie Malaria.

## Geschichte
Als Roborans wurde früher auch Arsen(III)-oxid (Arsenik, As2O3) neben seiner Verwendung als Mordgift eingesetzt. Avicenna wies in seinem Kanon der Medizin, der Mitte des 12. Jahrhunderts von Gerhard von Cremona ins Lateinische übersetzt wurde und in der Folge bis ins 17. Jahrhundert das wichtigste Lehrbuch der abendländischen Medizin blieb, auf die kräftigende Wirkung des Arsenik hin, achtete aber aufgrund der ihm bekannten toxischen Wirkung auf eine genaue Dosierung. Bergknappen oder Botengänger im Gebirge benutzen es zur Leistungssteigerung, Pferdehändler setzten es ein, um altersschwache Tiere besser verkaufen zu können. Die weitverbreitete Einnahme von Arsentrioxid (genauer: Diarsentrioxid oder Arsen(III)-oxid) ging erst zurück, als seine krebsfördernde Wirkung erkannt wurde.
Auch Wein galt lange Zeit als Stärkungsmittel.
Einwohner Südamerikas kauen in den Anden sowie im Tiefland des Gran Chaco seit Jahrhunderten Coca-Blätter mit Kalk wegen des beim Kauen durch Umwandlung des Kokains entstehenden nicht suchterregenden Ecgonins, welches Hunger dämpft, Müdigkeit und Kälte verdrängt und wirksam gegen die Höhenkrankheit ist, da es die Sauerstoffaufnahme verbessert. Auch wird Coca als Tee und in anderen Verwendungsarten als Heilpflanze benutzt. Das Erfrischungsgetränk Coca-Cola wurde in der Zeit der Alkoholprohibition erfolgreich, da es zu dieser Zeit noch Kokain enthielt, und so gewissermaßen als Ersatz für Alkohol mit stärkender Wirkung genutzt wurde. Ebenso enthielt der Mariani-Wein Extrakte des Coca-Strauches. Dieser Wein galt ebenfalls als ein Tonikum.
Das suchterregende Methamphetamin wurde zur Zeit des Zweiten Weltkriegs in Pralinen als Hausfrauenschokolade, oder in Tablettenform als Stärkungsmittel an Soldaten ausgegeben. Auch andere Armeen im Zweiten Weltkrieg nutzen Amphetamin-Derivate. Adenauer, Kennedy, und Hitler sind bekannte Konsumenten der Substanz. Die Fliegerschokolade der deutschen Piloten des Zweiten Weltkrieges enthielt Koffein.
Das auf Weißdorn-Basis beruhende Präparat Korodin wurde als Herztonikum beworben.

## Tonika in der chinesischen Medizin
Auch in der traditionellen chinesischen Medizin (TCM) haben Tonika ihren festen Platz. Nach der Auffassung der TCM regen sie den Qì- und den Blut-Fluss an, beseitigen Blockaden und stärken die körpereigenen Abwehrkräfte. Sie werden in der chinesischen Medizin seit Jahrtausenden eingesetzt. Schon im „Huangdi Neijing“ (黃帝內經) wurden 13 Medizin-Rezepturen der späteren Wu-Familie als Beispiele beschrieben, um zu verdeutlichen, wie diese Medizin von innen her wirke, nämlich die Kräuter-Tonika (Tinkturen: Jiu), Kräuter-Kugeln (große Kugeln: Wan, kleine Kugeln: Dan), Kräuter-Sude (Abkochung: Tang) und Kräuter-Pulver (San).
Im „Han Gao Zong-Siegel-Buch“ wurden die Wu-Tonika wie folgt gepriesen: „Die beste Güteklasse der Medizin muss drei Eigenschaften haben: Geist, Essenz und höhere Energie. Diese drei müssen miteinander koexistieren; Essenz wandelt Energie um; Energie wandelt Geist um oder Geist wandelt Energie um und Energie wandelt Essenz um. Der stetige Kreislauf dieser Energie wirkt auf meinen ganzen Körper.“
Zu Zeiten von Konfuzius (551–479 v. Chr.) galten die Tonika des Wu-Clans als das wichtigste Geschenk der Götter, neben der Jade und dem Tee. Ihre Verwendung geht auf Shen Nung zurück, der vor 5000 Jahren gelebt haben soll. Besonders in der elitäreren Schicht erfreuten sie sich großer Beliebtheit, und um die Einnahme wurde ein regelrechter Kult betrieben, der sich auch in den Riten der Zhou widerspiegelte. So gab es genaue Richtlinien, welcher Adelsrang Trinkkelche bestimmter Materialien (Jade, Gold, Silber, Bronze oder Keramik) und Formen für die Einnahme der Tonika benutzen durfte (Jue und Gu), auch Riten usw. waren festgelegt.